# Риторичне звертання
Риторичне звертання, риторичне звернення — риторична фігура, яка полягає в тому, що висловлення адресується до неживого предмета, абстрактного поняття або відсутньої особи, чим посилюється його виразність.
Це звертання, яке не має на меті дійсного контакту з особою, предметом або явищем, до якого звертаються, і служить лише для того, щоб привернути до нього увагу читача й висловити ставлення мовця. Наприклад:
|                | Україно моя! Чисті хвилі ланів, Променисті міста, голубінь легкокрила! Україно! Сьогодні звірів-ворогів Ти грудьми вогняними зустріла. |
| — М. Рильський | |

Використовується для називання співрозмовника в уявному діалозі. Оформляється слово чи словосполучення у кличному відмінку часто з додаванням прикладок.
Риторичне звертання може стосуватися живої істоти, узагальненого образу, явища природи, предмета, топоніма чи імені особового. Текстова відповідь на звертання не передбачається, оскільки вона вміщена в самому звертанні. Риторичне звертання призначене викликати певну експресію, задану темою і запрограмованістю на піднесено-поетичний або розмовний стиль усього твору чи його частини.
Вживається в усній народній творчості: «Гей, панове-молодці, козаки запорожці!»; «Гей, кобзо моя, Дружино моя, Бандуро моя мальована!»; «Ой, галочки-сизоперочки!»; широко представлене в мові поетичних творів української літератури і як фольклорна ремінісценція, і як засіб індивідуальної поетики слова: «О люди! Люди небораки!» (Тарас Шевченко); «О степу! О Луже Великий!» (Василь Еллан-Блакитний); «Благословенна будь, моя незаймана дівиця Десно… Далека красо моя! Щасливий я, що народився на твоєму березі». (Олександр Довженко).